# Zeitschrift für Heereskunde
Die Zeitschrift für Heereskunde – wissenschaftliches Organ für die Kulturgeschichte der Streitkräfte, ihre Bekleidung, Bewaffnung und Ausrüstung, für heeresmuseale Nachrichten und Sammler-Mitteilungen (1934–1964 Zeitschrift für Heeres- und Uniformkunde) ist seit 1929 eine deutsche militärische Fachzeitschrift. Sie wird von der 1898 gegründeten Gesellschaft für Heereskunde (seit 1952 Deutsche Gesellschaft für Heereskunde e. V.) herausgegeben. 
Anfangs erschien sie im Verlag Diepenbroick in Hamburg, später bei Schulz, ebenfalls in Hamburg, und heute im Eigenverlag der Gesellschaft für Heereskunde in Berlin. Diese gab außerdem von 1902 bis 1914 die Zeitschrift Ueberall heraus.
Zwischen 1945 und 1952 erschienen keine Ausgaben der Zeitschrift für Heereskunde.